# Ачипсе (крепость)
Кре́пость Ачипсе́ — археологический памятник раннего Средневековья (VII-X века). Расположен на гребне горы при впадении реки Ачипсе в Мзымту, севернее окраины посёлка Эсто-Садок. Это крупнейшее сооружение района Красной Поляны подобного рода. Во время раскопок здесь были найдены многочисленные обломки керамической и стеклянной посуды, а также отдельные металлические предметы.